# 凯鲁万大清真寺
凯鲁万大清真寺（阿拉伯语：‎），又称凯鲁万清真寺、奥卡巴清真寺，位于突尼斯的世界文化遗产城镇凯鲁万，是北非最大、最令人印象深刻的伊斯兰建筑之一。
大清真寺由阿拉伯将军奥卡巴·伊本·纳菲下令修建，始建于伊斯兰历50年（公元670年），是穆斯林世界最早的用于礼拜的建筑物之一并因此成为了马格里布后来清真寺的范例。其占地面积约为9700平方米，周长405米。大清真寺的围墙内部拥有有一座多柱式礼拜殿、一间铺设大理石的天井和方形宣礼塔。除了在伊斯兰教上的意义外，凯鲁万大清真寺亦是伊斯兰建筑和艺术中的杰作。其也是首个使用马蹄形拱门的伊斯兰建筑。
经过阿格拉布王朝两个世纪的修缮（直至公元九世纪），大清真寺现在的样子才得以形成，凯鲁万也因此而扩张。此外，大清真寺内还设有由在寺内传授教义的烏理瑪们所组成的大学。是当时伊斯兰教思想和科学文化的中心。它的作用与地位和中世纪时期的欧洲巴黎大学类似。然而，随着11世纪中期的到来，凯鲁万日渐衰落，学术中心也从凯鲁万大清真寺内转移到了位于突尼斯市的宰图纳大清真寺中。

## 相关图片

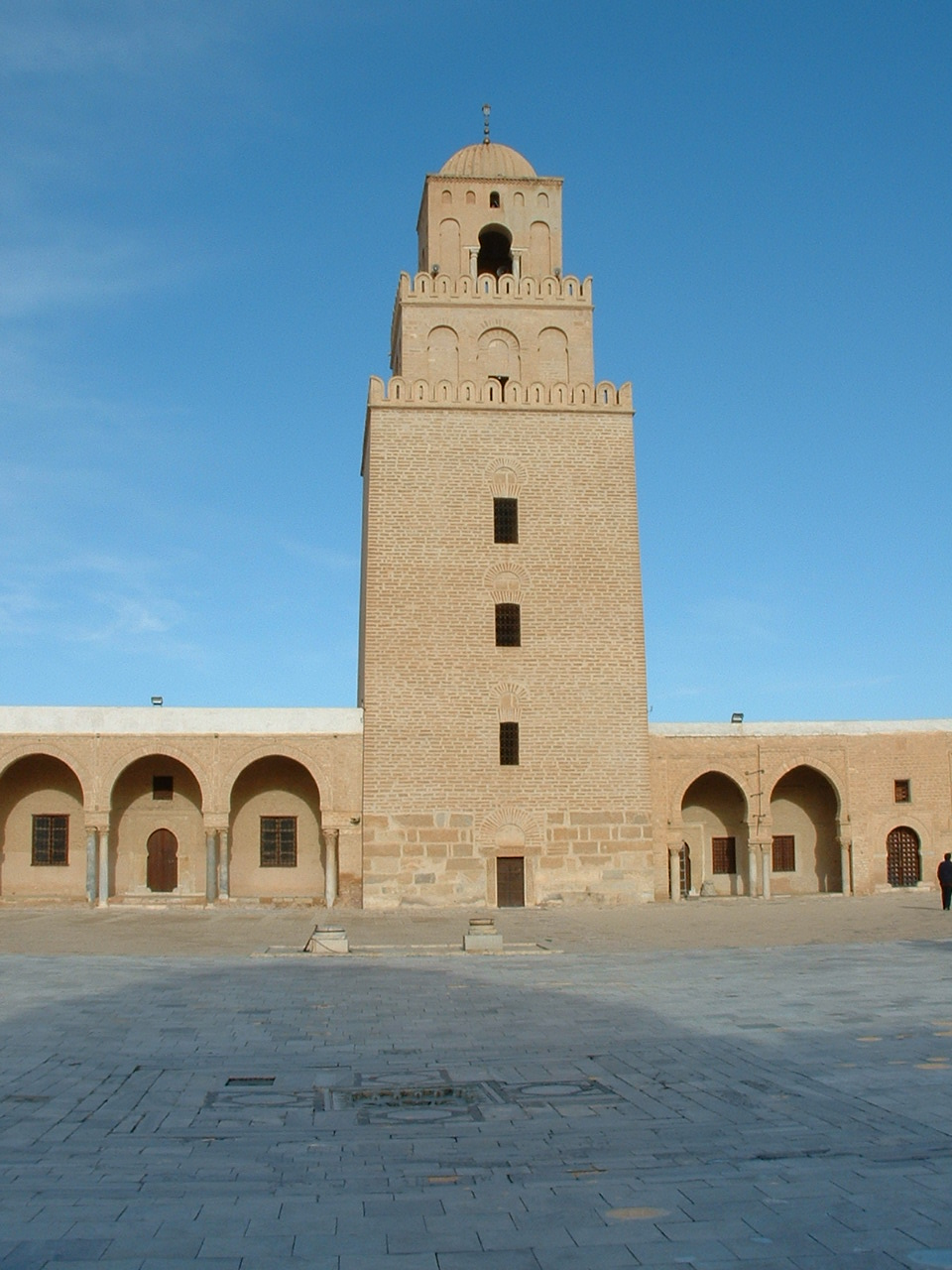
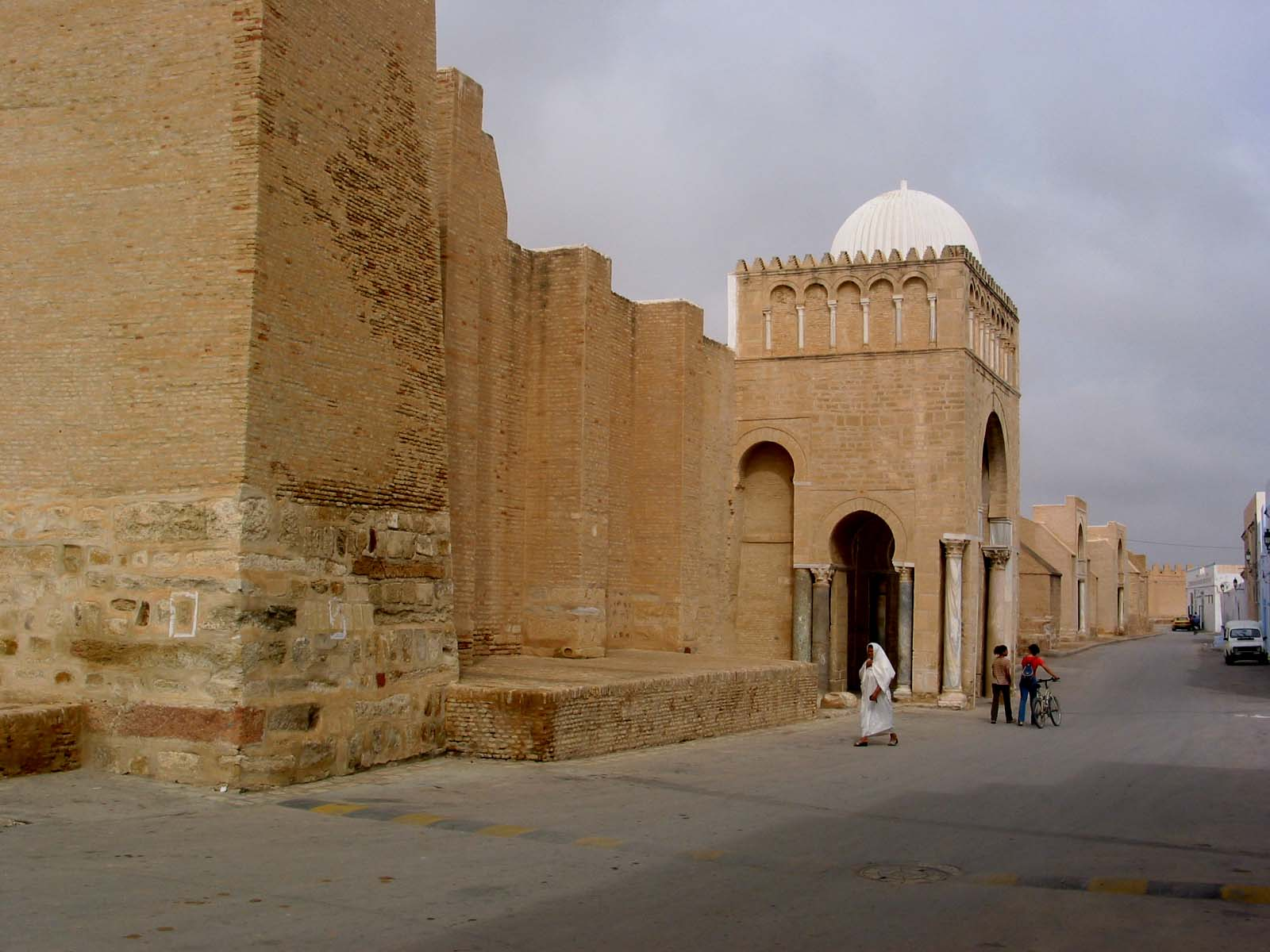
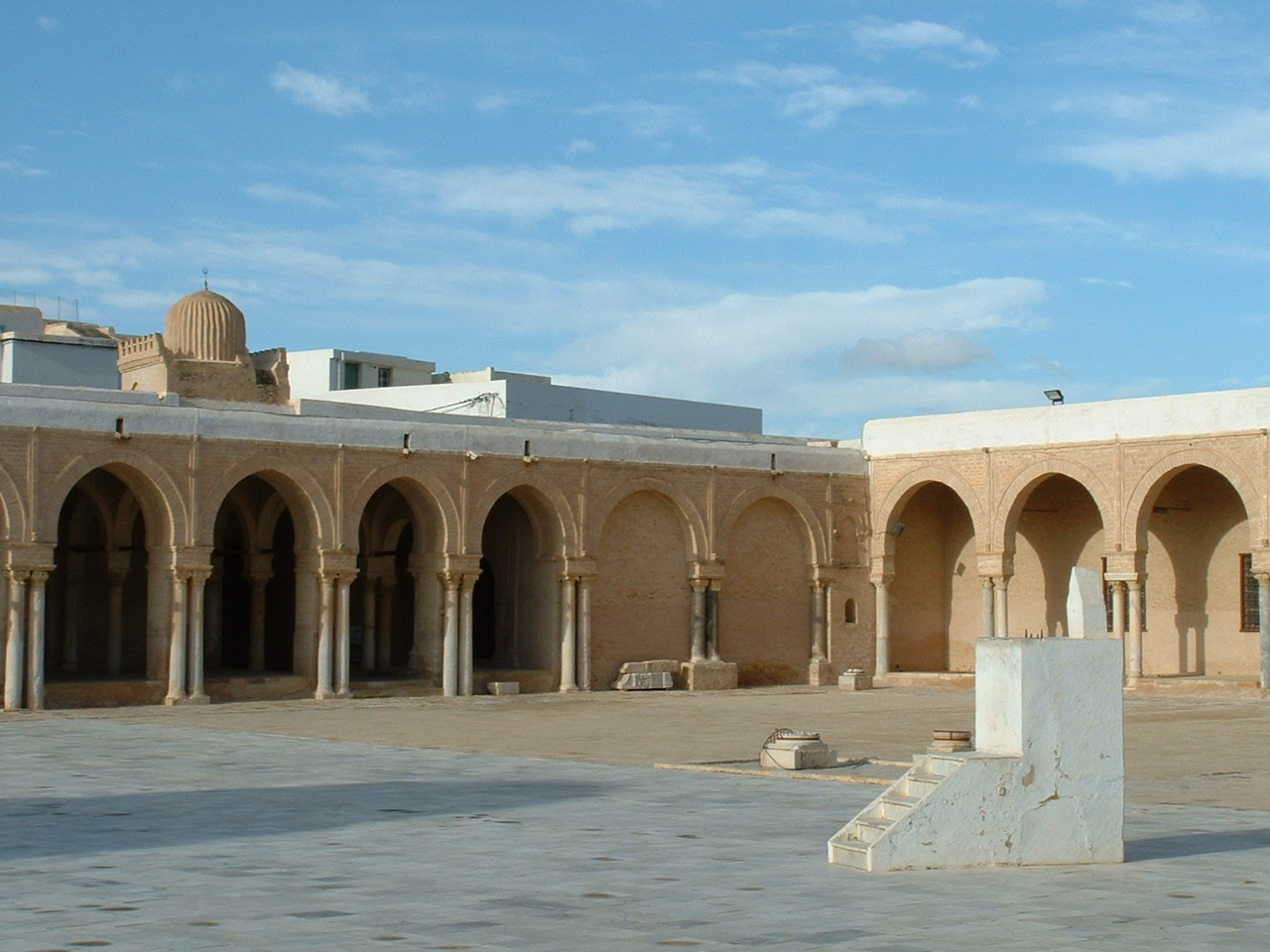
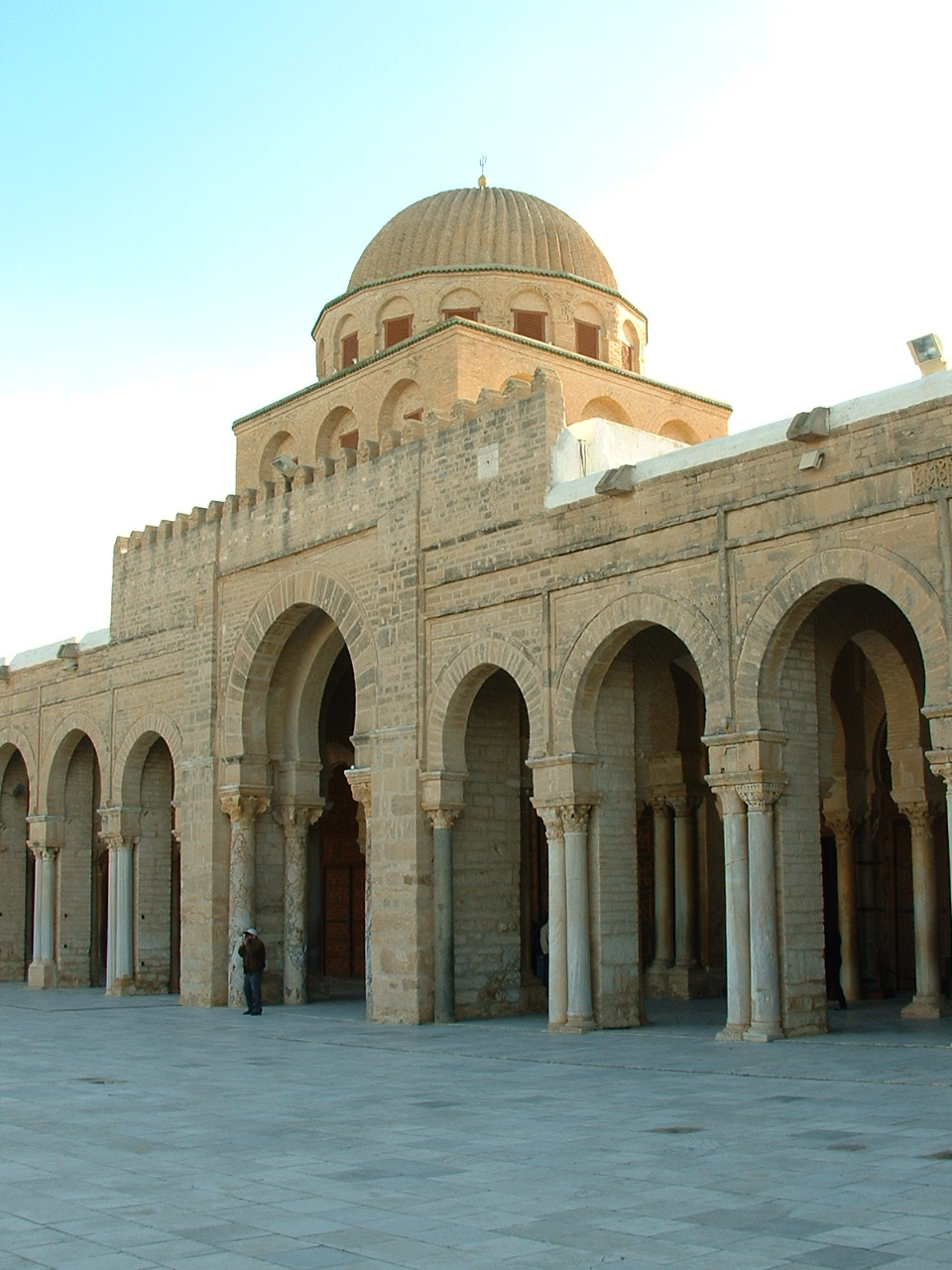
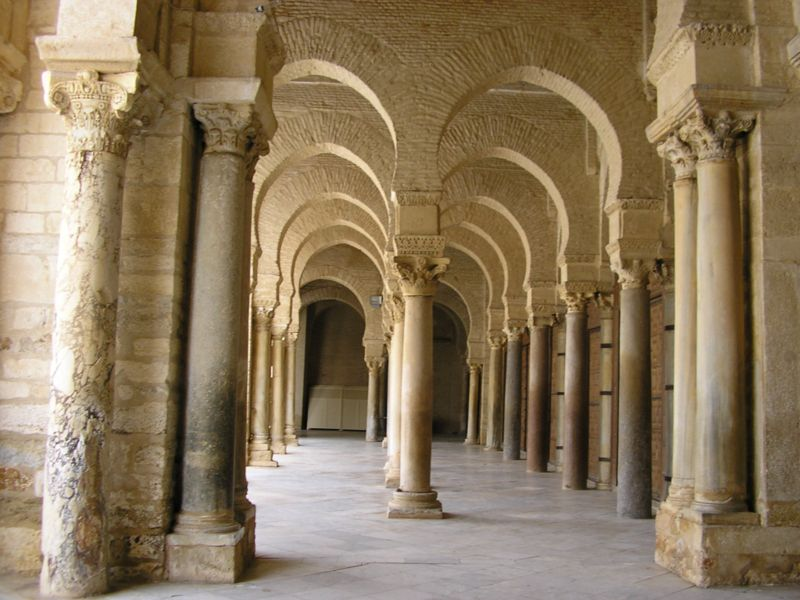
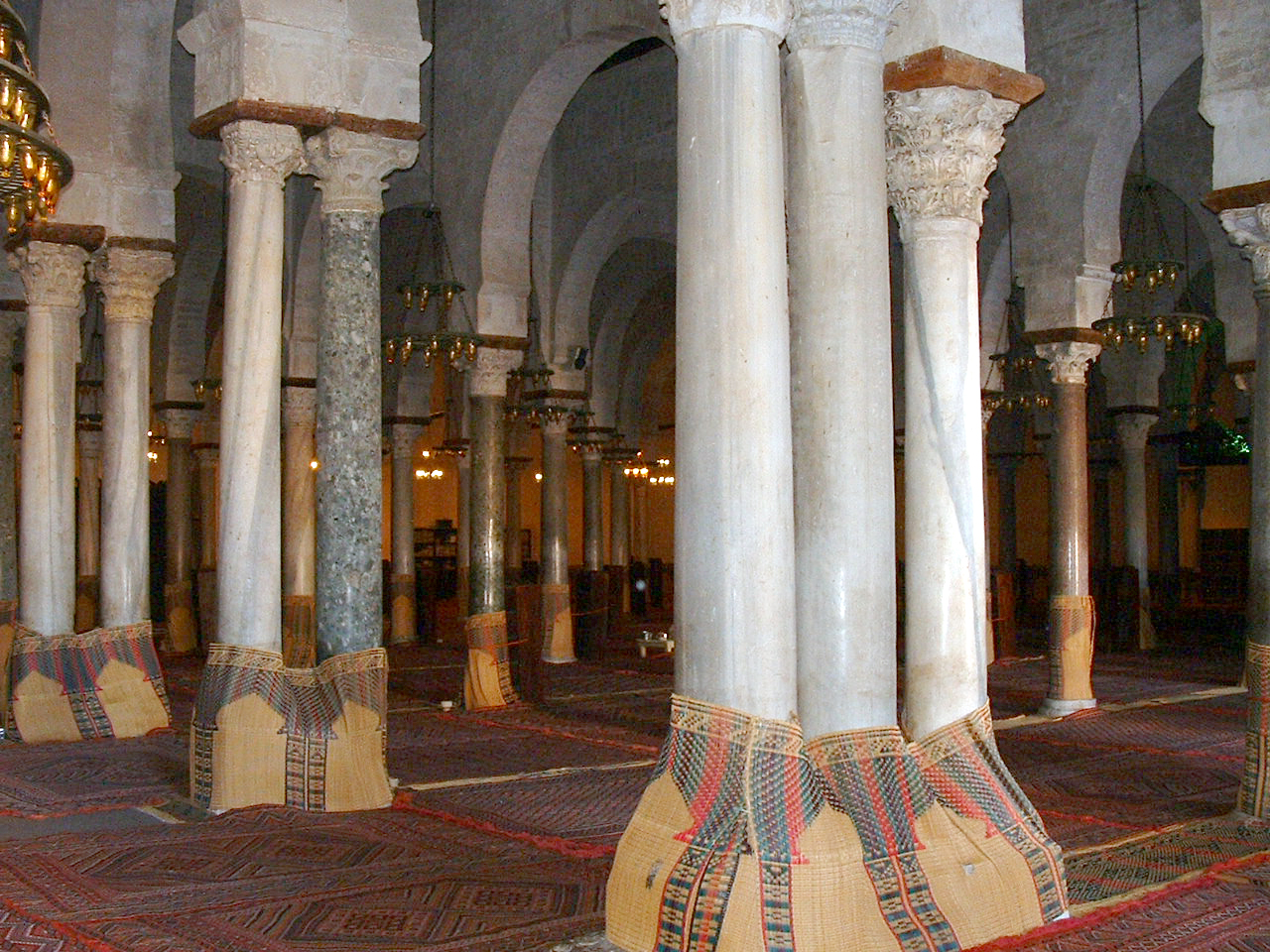
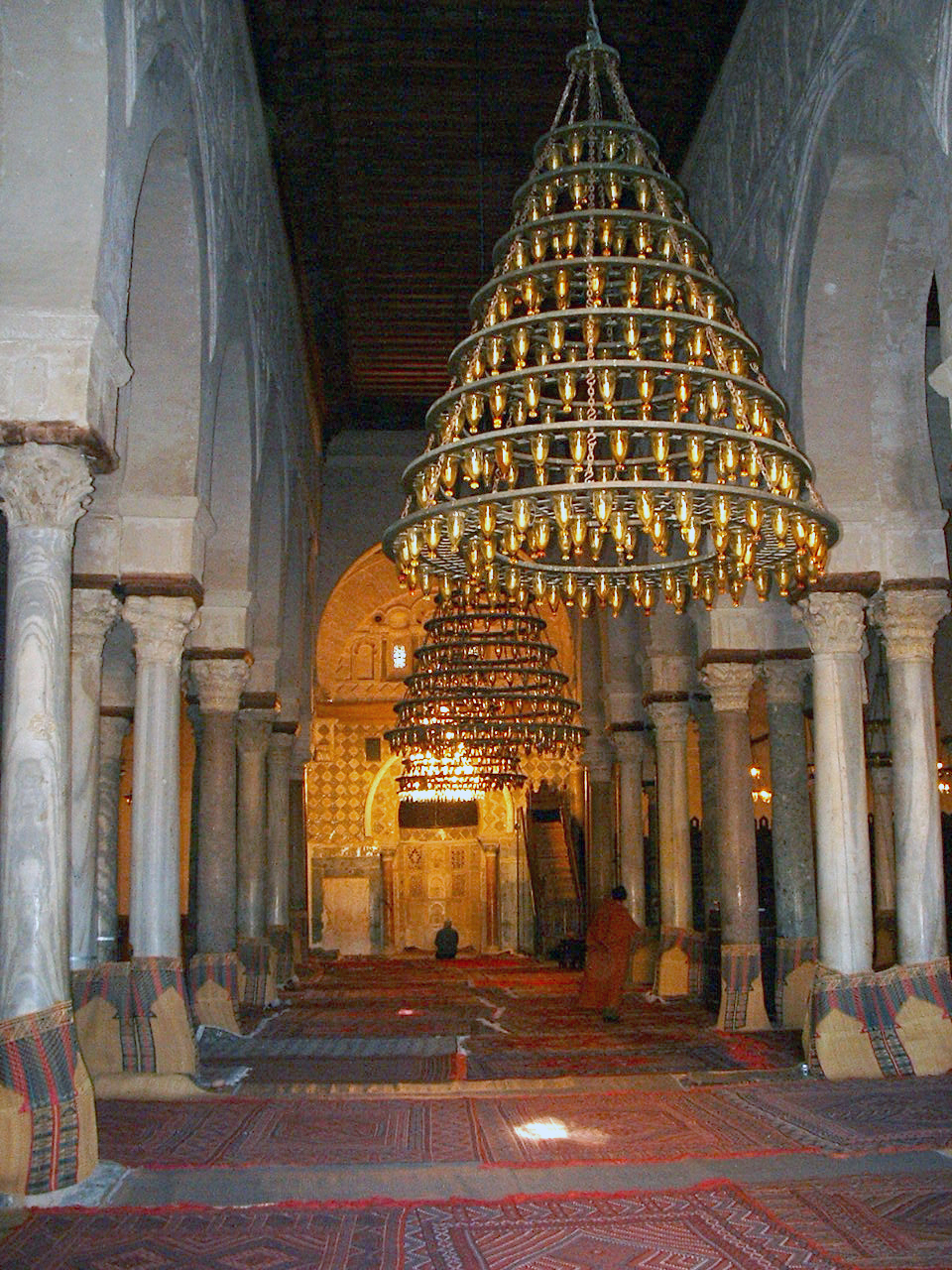
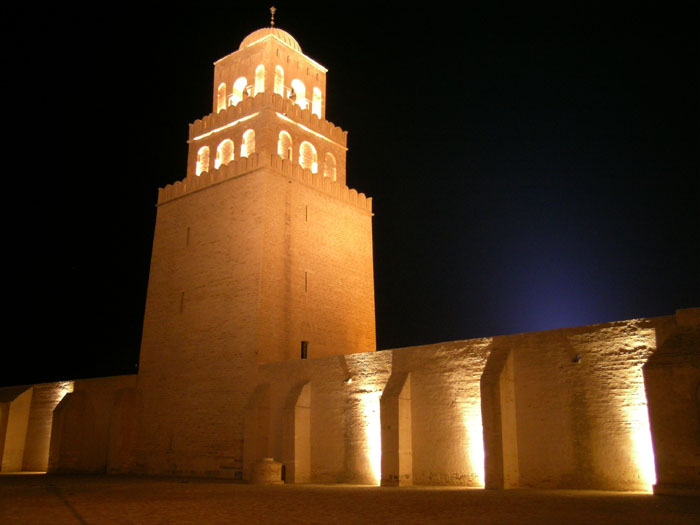

## 延伸阅读
- 《the Great Mosque》(Néji Djelloul，2000年)
- 《Great Mosque of Kairouan》(Paul Sebag，1965年)
- John D. Hoag, 1987年《Islamic architecture》Rizzoli
- 《Early Islamic art and architecture》（Jonathan M. Bloom，2002年）
- 《Moslem Architecture》(G. T. Rivoira, 2009年)

## 引用
1. ↑  . Oxford Art Online. Oxford University Press. 2003.
2. ↑  Bloom, Jonathan M. . . BRILL. 2018-12-12. ISBN 978-90-04-35604-7.
3. ↑  . www.sacred-destinations.com.   [2020-01-21]. （原始内容存档于2019-08-15）.
4. 1 2  Centre, UNESCO World Heritage. . UNESCO World Heritage Centre.   [2020-01-21]. （原始内容存档于2019-11-24） （英语）.
5. ↑  Fantar, Mhamed Hassine. . Antiquités africaines. 1998, 34 (1): 11–19. ISSN 0066-4871. doi:10.3406/antaf.1998.1279.
6. ↑  Seddon, David. . Africa. 1979-04, 49 (2): 196–197. ISSN 0001-9720. doi:10.2307/1158686.
7. ↑  Saladin, Henri. . H. Laurens. 1908.
8. ↑  Arnaud, Pascal. . Tiers-Monde. 1984, 25 (99): 509–516. ISSN 0040-7356. doi:10.3406/tiers.1984.3411.